# ديبي واتسون (لاعبة كرة الماء)
ديبي واتسون (بالإنجليزية: Debbie Watson)‏ هي لاعبة كرة الماء أسترالية، ولدت في 28 سبتمبر 1965 في سيدني في أستراليا.

## وصلات خارجية
- ديبي واتسون على موقع قاعة مشاهير السباحة العالمية (الإنجليزية)
- ديبي واتسون على موقع اللجنة الأولمبية الدولية (الإنجليزية)
- ديبي واتسون على موقع أوليمبيديا (الإنجليزية)
- ديبي واتسون على موقع اللجنة الأولمبية الأسترالية (الإنجليزية)
- ديبي واتسون على موقع قاعة أستراليا للمشاهير الرياضية (الإنجليزية)